# ديفيد أوينز
ديفيد أوينز (بالإنجليزية: David Owens)‏ هو ضابط شرطة أسترالي، ولد في 1962.